# تيسا لونش
تيسا لونش (بالإنجليزية: Tessa Lynch)‏ هي رسامة بريطانية، ولدت في 1984.